# Knud Rasmussen
Knud Rasmussen, właściwie Knud Johan Victor Rasmussen (ur. 7 czerwca 1879 w Ilulissat na Grenlandii, zm. 21 grudnia 1933 w Kopenhadze) – duński podróżnik, badacz Arktyki i etnograf.
Z pochodzenia był półkrwi Inuitą – synem duńskiego misjonarza oraz grenlandzkiej Inuitki. W 1910 r. założył w Qaanaaq (Thule) stację badawczą. W latach 1921–24 psim zaprzęgiem odbył najdłuższą ze swych wypraw, w czasie której przebył trasę od Ziemi Baffina, poprzez północną Kanadę do Cieśniny Beringa. Na jego cześć region północno-zachodniej Grenlandii nazwano Ziemią Knuda Rasmussena.

## Książki
Knud Rasmussen jest autorem licznych prac naukowych i literackich, dotyczących geografii regionu i życia jego mieszkańców. Oto niektóre z jego publikacji oraz przekładów jego dzieł:
- 1905: „Nye Mennesker" (po polsku: „Nowi ludzie”, 2016)
- 1906: „Under Nordenvindens Svøbe” (czytaj książkę na stronie projektu Gutenberg (duń.))
- 1908: „The People of the Polar North”[3]
- 1915: „Report of the first Thule expedition 1912”[1]
- 1919: „Grønland, Langs Polhavet”[1]
- 1921: „Eskimo folk tales” (czytaj książkę na stronie projektu Gutenberg (ang.))
- 1921: „Greenland by the Polar Sea: The Story of the Thule Expedition from Melville Bay to Cape Morris Jesup”  (czytaj książkę na stronie Internet Archive (ang.))
- 1927: „Across Arctic America”[1]
- „Der Sängerkrieg: Eskimosagen aus Grönland”[3]